# Changer le monde - Prix de la meilleure pratique
Changer le monde - Prix de la meilleure pratique est décerné par le Club de Budapest à des projets, travaillant pour un changement durable de l'environnement, efficace, afin de surmonter la pauvreté et permettre un changement global vers une culture de l'action responsable dans tous les secteurs de la société.

## Projets Lauréats

### 2002
- Programme d'autonomisation des femmes, Népal - représenté par Marcia Odell, directrice du programme. L'innovation repose sur le fait de permettre à des femmes du "rang" le plus bas dans la société, de devenir chef d'entreprise dans un bref délai, par le biais de mesures de formation ciblées, ce qui amène  ces personnes à relever le défi de la vie par elles-mêmes[1].
- Écoles de développement FUNDAEC[2], Colombie - représenté par Gustavo Correa, directeur de la FUNDAEC. Le programme d'éducation SAT (Sistema de Aprendizaje Tutorial)[3] utilise les connaissances modernes et les adapte constamment aux besoins de la vie rurale, tout en étant relié aux savoirs traditionnels des populations autochtones. Le résultat est une approche radicalement nouvelle de l'éducation. Le jury international de l'Expo 2000 a vu dans ce projet "le meilleur projet éducatif de tous les temps", selon Ernst Ulrich von Weizsäcker[4].
- École de recyclage Reciclar-T3, Brésil - représenté par Aguida Zanol, célèbre artiste brésilienne. Le projet combine trois secteurs qui, jusqu'ici, ont rarement été reliés d'une manière aussi fructueuse : l'art, l'écologie et le développement social. Les enfants apprennent à utiliser les déchets comme une ressource pouvant être utilisée pour produire des biens pratiques pour un usage quotidien avec peu de moyen financier. En outre, Aguida Zanol leur montre comment transformer les déchets dans le design de la mode, dans l'artisanat, et même dans l'art[5].

### 2003
- Menschen für Menschen[6], Éthiopie - représenté par Almaz et Karl-Heinz Böhm[7]. L'organisation vise le renforcement de l'apprentissage et l'auto-développement concernant les besoins de la population en Éthiopie, au travers de projets intégrés en milieu rural.
- La Mode pour le développement, Bangladesh - représenté par Bibi Russell[8]. Bibi Russell utilise sa popularité pour ouvrir aux femmes pauvres mais très qualifiées les portes du design, de la mode et de la production[9].
- Réseau international pour la gestion de l'environnement [INEM][10] - représenté par son président, Georg Winter. Ce réseau est une association à but non lucratif, composée de plus de 3000 entreprises du monde entier, regroupe plus de 30 centres de production propre dans 25 pays, et donne accès à des outils pour de meilleures pratiques de gestion de l'environnement dans les industries ainsi que dans les petites et moyennes entreprises. L'INEM publie aussi plus de 6000 publications sur l'énergie, les déchets et le thèmes de l'eau[11].
- Projet POEMA[12], Brésil - Matthias Kleinert et Gerd Rathgeb. Cette institution a trouvé un moyen très efficace de protéger les forêts tropicales par la promotion de la croissance rapide des matières premières dans l'industrie à portée internationale, concernant notamment la noix de coco et le sisal[13].
- Projet Mariposa Culture[14], Tenerife - représenté par Helga et  Hans-Jürgen Müller, acteurs sur le marché de l'art. Ce projet a permis de bâtir à Tenerife (îles Canaries) un lieu de congrès, où les dirigeants et les décideurs de l'économie et la politique peuvent réfléchir, travailler et créer ensemble sur des approches holistiques vers des solutions éco-sociales, dans un cadre magnifique et inspirant[15].

### 2004
- Gemeinsam für Afrika[16], Afrique. - Le réseau "Gemeinsam für Afrika" (Ensemble pour l’Afrique) regroupe 25 organisations humanitaires allemandes qui s’investissent dans la coopération durable pour le développement en Afrique. Ce réseau a organisé dans toute l’Allemagne une campagne du même nom placée sous le haut patronage du président Horst Köhler, convaincu que "l’Afrique nous concerne tous". L’initiative a pour but de sensibiliser la classe politique et la société allemandes à la situation des Africains et à la nécessité de leur fournir une aide à long terme. Les organisations humanitaires membres du réseau luttent aussi activement contre l’image du "continent perdu", car il s’agit de faire en sorte que les Allemands prennent conscience du potentiel de l’Afrique[17].

- Pan y Arte[18], Nicaragua - représenté par son président jusqu'en 2006, l'acteur autrichien Dietmar Schönherr. Pan y Arte en espagnol et signifie littéralement "Pain et Art". Cela signifie que l'art et la culture sont une nourriture aussi importante pour la vie et le développement que les choses matérielles. Un développement indépendant exige des personnalités indépendantes, se révélant avec leurs propres créativités et leurs compétences, ce qui les amène par ce moyen à résoudre les lacunes dans leur pays[17].

- Andheri-Hilfe[19], Bangladesh - représenté par sa fondatrice Rosi Gollmann. Andheri-Hilfe Bonn est une organisation indépendante œuvrant pour le développement et la coopération. Elle mène plus de 150 projets et programmes en Inde et au Bangladesh[17].

- Fondation Solidarité en partenariat[20] Haïti - représentée par son fondateur, Peter Hesse. À Haïti, la fondation soutient des initiatives privées pour des personnes défavorisées. Elle forme aussi des jeunes Haïtiens et surtout des Haïtiennes pour devenir des instituteurs et institutrices Montessori préscolaires[17]